# Evangelische Kirche (Ellingerode)

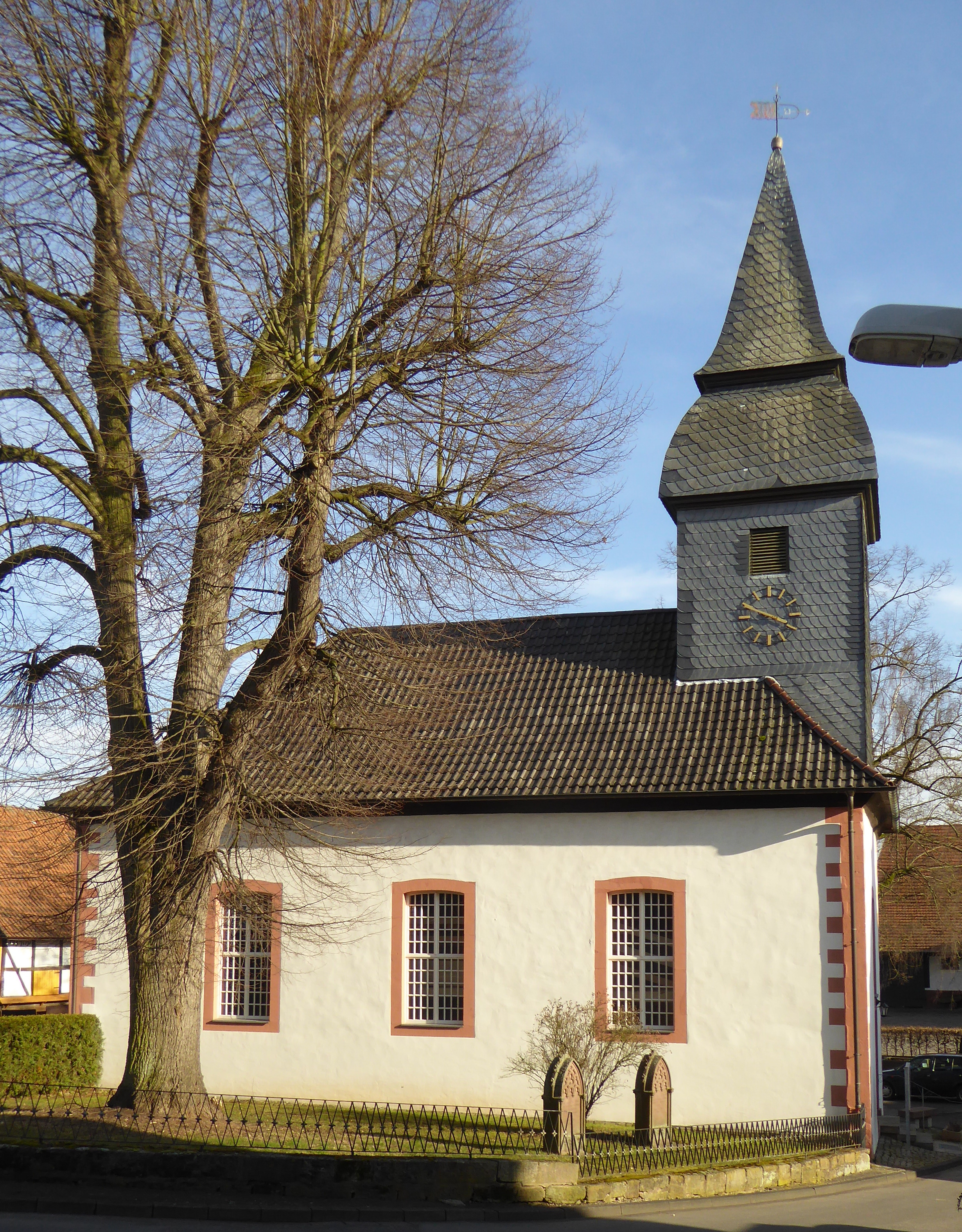
Evangelische Kirche Ellingerode

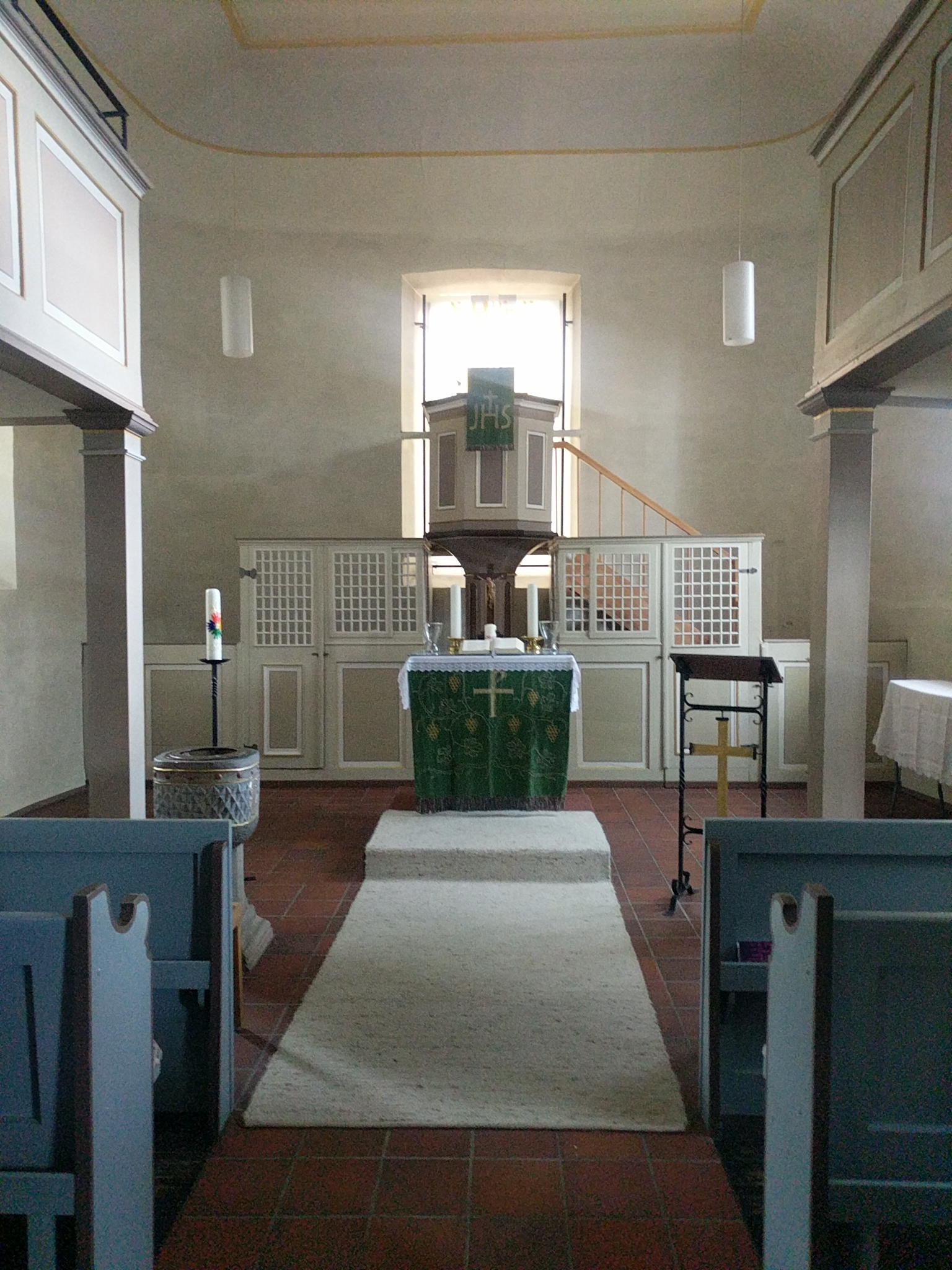
Der Altarraum mit Kanzelaltar

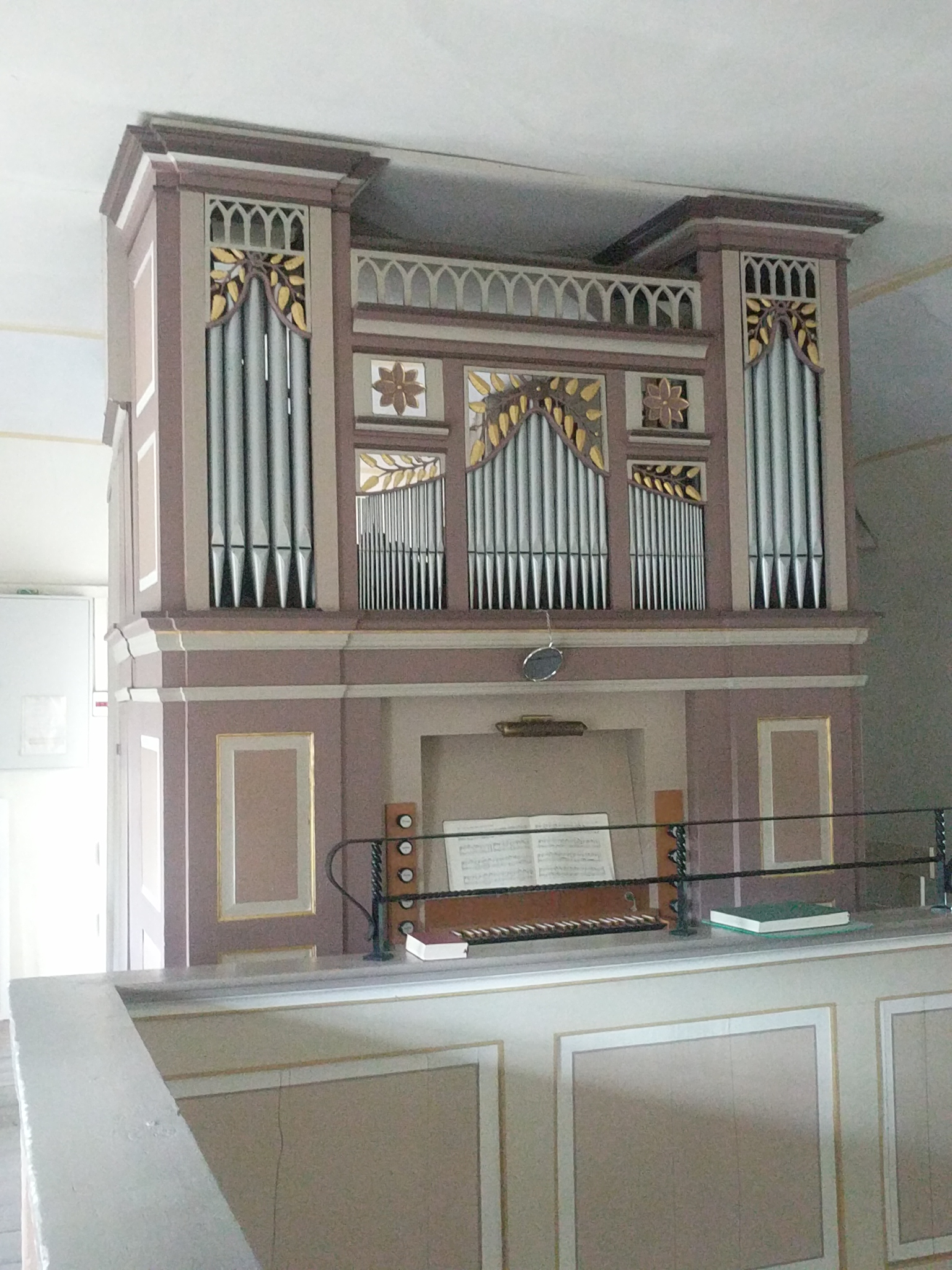
Die Orgel (um 1840)

Die Evangelische Kirche Ellingerode ist ein denkmalgeschütztes Kirchengebäude in Ellingerode, einem Ortsteil der Gemeinde Witzenhausen im Werra-Meißner-Kreis (Hessen). Die Kirche gehört zum Kirchspiel Kleinalmerode im Kirchenkreis Werra-Meißner im Sprengel Kassel der Evangelischen Kirche von Kurhessen-Waldeck.

## Beschreibung
Die Saalkirche wurde 1743 nach einem Entwurf von Landbaumeister Giovanni Ghezzi gebaut. Aus dem westlichen Walm des Kirchenschiffs erhebt sich der schiefergedeckte Dachturm. Zur Kirchenausstattung gehören ein Kanzelaltar und eine Orgel.

### Orgel
Die Orgel ist von Carl Jakob Ziese um 1840 gebaut worden und hat folgende Disposition:
| Manual C–g3 |              |
| Gedackt     | 8′           |
| Quintade    | 8′           |
| Principal   | 4′           |
| Rohrflöte   | 4′           |
| Nachthorn   | 2′           |
| Mixtur      | 3fach, 1 ⁄3′ |
| Tremolant   |              |

| Pedal C–f1 |     |  |
| Subbaß     | 16′ |  |
| Oktavbaß   | 8′  |  |

- Pedalkoppel